# 藤ノ宮深森
藤ノ宮深森（ふじのみや みもり）は、日本のイラストレーター。主に、元ADKの松下佳靖（ペンネームは「カシオ松下」。ADK、SNK、テンキー、SNKプレイモアを経てM2に所属）プロデューサーが制作したゲームに参加している。
『ティンクルスタースプライツ』のキャラデザインを担当した事で有名になり、続編である『ティンクルスタースプライツ -La Petite Princesse-』のキャラデザインにも引き続いて参加した。『ティンクルスタースプライツ』一作目と二作目では画風が別人のように変わっているが、紛れもなく同一人物の手によるデザインである。
元々は『ティンクルスタースプライツ』のスタッフロールの嵩増しの為に松下がプログラマと考え出した名義である。なお普通に「松下佳靖」「カシオ松下」名義でグラフィッカーとして参加している作品もある。もともと松下は業界に入る前から『アテナ』の大ファンだったとのことで、『SNK 40th Anniversary Collection』（2019年）では晴れて初代アテナ姫の公式グラフィッカーとなった。

## 参加作品
- お花畑のフローレ
- ティンクルスタースプライツ
- メダロットカードゲーム(完成体原画担当)
- カンブリアンQTS～化石になっても～(SDキャラクターデザイン)
- 花組対戦コラムス2
- ティンクルスタースプライツ -La Petite Princesse-
- ティンクルスタースプライツ外伝 ～ツインスターメモリーズ～
- アテナ フルスロットルシリーズ。
- どきどき魔女神判!
- どきどき魔女神判2
- どき魔女ぷらす
- キミの勇者